# كشرود
كشرود هي قرية في مقاطعة ساوجبلاغ، إيران. عدد سكان هذه القرية هو 95 في سنة 2006.